# Историја Србије у старом веку
У античком периоду територију данашње Србије насељавало је неколико индоевропских народа - Илири, Трачани, Дачани, Келти, Римљани и Сармати.

## Илири, Трачани, Дачани и Келти
Илири, Трачани, Дачани и Келти су најстарији познати народи који су насељавали простор данашње Србије. На основу проучавања лингвистичких трагова језика Илира, Трачана и Дачана изведен је закључак да се радило о индоевропским народима, иако о њиховој међусобној сродности нема научних потврда. Спорно је питање да ли су трачки и дачки били два различита језика или различити дијалекти истог језика. Сматра се да је трачки језик припадао сатем групи индоевропских језика, док се за илирски не може са сигурношћу рећи да ли је био сатем или центум језик.
Илири су насељавали јужне и западне делове подручја данашње Србије, а делили су се у више племена од којих су на територији данашње Србије становали Аутаријати, Дарданци, Панонци (укључујући Амантине и Бреуке), Диндари, Сикулоти, итд.
Трачани су насељавали југоисточне делове територије данашње Србије, а од трачких племена на овом подручју становали су Трибали.
Дачани су насељавали северне делове територије данашње Србије (Банат и Бачку), где су се сукобљавали са Келтима.
Келти се на територију данашње Србије досељавају у трећем веку пре нове ере, а од келтских племена са ових простора познати су Скордисци, Боји и Ерависци. Келти се сматрају оснивачима насеља из којих ће се развити два највећа града данашње Србије - Београд и Нови Сад (у античко доба познати као Сингидунум и Кузум).
Иако су и Илири и Трачани имали сопствене краљевине, једино су Држава Скордиска, као и Дачка и Дарданска краљевина обухватале делове територије данашње Србије и оне се могу сматрати првим државним организацијама на овим просторима. Главни град Државе Скордиска био је Сингидунум (данашњи Београд).

## Римљани

### Освајање територије
Ширење Римљана на Балканско полуострво отпочело је крајем 3. века п. н. е, сукобима са Илирима предвођеним краљицом Теутом (231—228. године п. н. е.). Током три илирско-римска рата (први 229—228. године п. н. е, други 219. године п. н. е. и трећи 168. године п. н. е.) и три македонско-римска рата (први 215—205. године п. н. е, други 200—197. године п. н. е. и трећи 171—168. године п. н. е.), Римљани су покорили Илире и Античке Македонце. Након тога је почео њихов продор ка Дунаву, тј. Панонској низији и ратови против Дарданаца и Скордиска.
Почетком нове ере, гушењем Батоновог устанка, целокупно Балканско полуострво се нашло под римском влашћу. У почетку је подручје данашње Србије било подељено између римских провинција Мезије (чији је центар био Сингидунум), Паноније и Далмације, а затим између новоформираних провинција Горње Мезије, Доње Паноније и Дакије (северно од Дунава), да би касније биле формиране провинције Панонија Секунда, Дарданија, Превалитана и Дакија (јужно од Дунава), а потом и провинције Дакија Рипензис и Дакија Медитеранеа. На овом простору су биле стално стациониране две римске легије - IV Flavia (у Сингидунуму, данашњем Београду) и VII Claudia (у Виминацијуму код данашњег Костолца на Дунаву). Подигнут је читав низ градова који су били повезани системом путева ради лакше комуникације између делова Римског царства, које је за време владавине цара Трајана, након Дачких ратова (101—102. и 105—107), било на свом територијалном врхунцу.
Упади варварских племена из централне Европе и повлачење Римљана из Дакије током Аурелијанове владавине (270—275), довели су до подизања низа римских каструма дуж десне обале Дунава, који су формирали тзв. Дунавски лимес. Један од његових наследника, Диоклецијан, увео је тетрархију као облик владавине и извршио реформу унутрашње организације Римског царства, чиме је Сирмијум постао једна од престоница државе. У 4. веку, формирана је административна јединица Римског царства под називом Префектура Илирикум, која је обухватала западне и јужне делове Балканског полуострва, а чији се центар налазио у Сирмијуму. Варварски и илирски напади на дунавску границу су се наставили, а једну од прекретница представљао је продор Гота 378. године, након чега је почело трајно насељавање варвара на тлу Римског царства.
Свега неколико деценија касније, цар Теодосије I је 395. године поделио Римско царство на два дела, при чему је већи део данашње Србије ушао у састав Источног римског царства, док су мањи делови (југозападни делови данашње Војводине и северозападни део данашње Централне Србије) припали Западном римском царству.

### Римски императори
На тлу данашње Србије, рођено је 17 (или максимално 18) римских императора, међу којима су:
- Аурелијан (270—275), рођен у Сирмијуму или његовој околини.
- Константин Велики (307—337), рођен у Наисусу.
- Јовијан (363—364), рођен у Сингидунуму.
- Јустинијан I (527—565), рођен у близини Царичиног Града.
- Деције Трајан (249-251)
- Хостилијан (-251.)
- Клаудије II Готски (213.-270.)
- Квинтил (220.-270.)
- Максимијан (240.-310.)
- Проб (276-282)
- Максимилијан Херкулије (285-310)
- Констанције II (337.-361.)
- Констанције III (370.-421.)
- Грацијан (367-383)
- Галерије (250.-311.)
- Север II (3. век)
- Максимин Даја (270.-313.)
- Лициније (263.-325.)
- Ветранион (-356.)

### Римски градови и археолошка налазишта
Римски градови и археолошка налазишта из доба Старог Рима на тлу данашње Србије укључују:
- Сирмијум, из кога се развила данашња Сремска Митровица.
- Сингидунум, из кога се развио данашњи Београд.
- Виминацијум, код данашњег Костолца.
- Капедунум, из кога се развило данашње Ужице
- Феликс Ромулијана односно Гамзиград, код данашњег Зајечара, од 2007. године се налази на Унесковој листи светске баштине.
- Наисус, из кога се развио данашњи Ниш.
- Ремесиана, данашња Бела Паланка.
- Јустинијана Прима односно Царичин Град, код Лебана.
- Улпијана, из кога се развио данашњи Липљан односно Приштина.
- Царска палата Шаркамен, код Неготина.
- Онагринум, данашњи Бегеч.
- Хореум Марги, данашња Ћуприја.
- Малата, данашњи Баноштор.
- Бононија, данашњи Баноштор или Беочин.
- Кузум, данашњи Петроварадин, односно Нови Сад.
- Ад Херкулае, данашњи Чортановци.
- Акуминкум, данашњи Стари Сланкамен.
- Ритијум, данашњи Сурдук.
- Басијана, данашњи Доњи Петровци.
- Бургенае, данашњи Нови Бановци.
- Таурунум, данашњи Земун.
- Граио, данашња Сремска Рача.
- Маргум, код данашње Дубравице.
- Акве, данашње Прахово.

## Сармати
Главни чланак: Јазиги.
Једини део територије данашње Србије који се није налазио у саставу Римског царства била је Бачка, у којој су од 1. века нове ере становали Сармати, односно њихово племе Јазиги. Језик Сармата спадао је у групу иранских језика, а Сармати који су становали у Бачкој били су повремено савезници а повремено непријатељи Рима. Позната су имена неколико сарматских владара са ових простора, од којих су неки имали титулу краља. Коначан пораз Сарматима нанели су Визиготи у 5. веку, а Сармати су се, према претпоставци, претопили у друге народе (Готе и Словене).